# Lib Work
株式会社Lib Work（リブワーク、Lib Work Co.,Ltd.）は、熊本県山鹿市に本社を置く建設会社。東京証券取引所グロース市場並びに福岡証券取引所Q-Board上場。

## 概要
1974年3月に創業し、1997年8月に有限会社瀬口工務店として法人に改組。ウェブマーケティングによる戸建住宅の企画・施工・販売などを手掛け、熊本県、福岡県、大分県の北部九州地方の他にも、関東地方でも事業を行っている。
営業面では、ウェブサイトやYouTubeチャンネルなどを活用した効率的な集客、CGやVRを活用した提案を行い、千趣会や無印良品などの異業種とのコラボレーションも行っている。
2018年6月には藤崎台県営野球場のネーミングライツを取得し、同年7月から「リブワーク藤崎台球場」の愛称が付けられることになった。

## 沿革
- 1974年3月 - 創業。
- 1997年8月 - 有限会社瀬口工務店として法人へ改組。
- 2000年6月 - 株式会社へ改組。
- 2004年11月 - 商号を株式会社エスケーホームに変更。
- 2015年8月 - 福岡証券取引所Q-Boardに株式を上場。
- 2018年4月 - 商号を株式会社Lib Workに変更。
- 2019年6月 - 東京証券取引所マザーズに株式を上場。
- 2020年7月 - タクエーホーム株式会社を子会社化[10]。
- 2023年7月 - 幸の国木材工業株式会社を子会社化[11]。山鹿市立山内小学校跡地に「Lib Work Lab（リブワークラボ）」を開所[12]。

## 子会社
- タクエーホーム株式会社
- 幸の国木材工業株式会社